# Velarifictorus ryukyuensis
Velarifictorus ryukyuensis är en insektsart som beskrevs av Oshiro 1990. Velarifictorus ryukyuensis ingår i släktet Velarifictorus och familjen syrsor. Inga underarter finns listade i Catalogue of Life.